# Thomas N. Morahan
Pour les articles homonymes, voir Morahan.
Thomas N. Morahan, parfois crédité Tom Morahan, est un directeur artistique britannique né le 9 juin 1906 à Londres (Angleterre) et mort le 10 septembre 1969 à Londres également.

## Filmographie (sélection)
- 1939 : La Taverne de la Jamaïque (Jamaica Inn) d'Alfred Hitchcock
- 1942 : The Black Sheep of Whitehall de Basil Dearden et Will Hay
- 1942 : Went the Day Well? d'Alberto Cavalcanti
- 1942 : Le Pas de l'oie (The Goose Steps Out) de Will Hay et Basil Dearden
- 1942 : The Foreman Went to France de Charles Frend
- 1947 : Le Procès Paradine (The Paradine Case) d'Alfred Hitchcock
- 1949 : Les Amants du Capricorne (Under Capricorn) d'Alfred Hitchcock
- 1951 : Capitaine sans peur (Captain Horatio Hornblower R.N.) de Raoul Walsh
- 1954 : Casaque arc-en-ciel (The Rainbow Jacket) de Basil Dearden
- 1960 : Amants et Fils (Sons and Lovers) de Jack Cardiff
- 1965  : Ces merveilleux fous volants dans leurs drôles de machines (Those Magnificent Men in their Flying Machines, or How I Flew from London to Paris in 25 Hours and 11 Minutes) de Ken Annakin

## Distinctions

### Nominations
- Oscars du cinéma 1961 : Meilleure direction artistique - Noir et Blanc pour Amants et Fils
- BAFTA 1966 : Meilleure direction artistique - Couleur pour Ces merveilleux fous volants dans leurs drôles de machines